# T-теория
{\displaystyle T}-теория — раздел дискретной математики, посвящённый анализу деревьев и дискретных метрических пространств.
Идеи заложены в статье Исбела (1964) об инъективной оболочке — минимальном инъективном метрическом пространстве, содержащим данное. На конструкцию обратили внимание в конце 1970-х годов в связи с вопросом Манфреда Эйгена: как уместить в дереве двадцать различных молекул тРНК-бактерий E. coli; введение термина относится к середине 1980-х в связи с обозначением {\displaystyle T(X)} для инъективной оболочки, названной в работе Андреаса Дресса (1984) «плотной оболочкой» (англ. tight span).
Благодаря построению удалось решить множество прикладных задач, среди областей применения — филогенетический анализ (используемый для построения филогенетических деревьев), задача о {\displaystyle k} официантах; в 2000-е годы Бернд Штурмфельс и Жозефина Ю используя {\displaystyle T}-теорию классифицировали шеститочечную метрику.